# NGC 502
NGC 502 (другие обозначения — UGC 922, MCG 1-4-43, ZWG 411.40, ARAK 38, PGC 5034) — линзообразная галактика (S0) в созвездии Рыбы.
Этот объект входит в состав группы галактик NGC 470.
В исследовании 2016 года было показано, что в NGC 502 присутствует аномалия крупномасштабной звёздной кинематики, которая связана с наличием в диске двух широких эллиптических колец, окаймляющих в остальном нормальный звёздный диск с внутренней (примыкающей к балджу) и с внешней (около оптических границ галактики) стороны. Такая структура может быть следствием так называемого «сухого малого мержинга» — множественного поглощения спутников, не имеющих газа. На NGC 502 и NGC 5485 было показано, что существуют дисковые галактики, которые видимым образом не вращаются, что является с точки зрения физики неестественным явлением.
Этот объект входит в число перечисленных в оригинальной редакции «Нового общего каталога».